# Варчатывис
Варчатывис (устар. Варча-Ты-Вис) — река в Шурышкарском районе Ямало-Ненецкого АО.

## Происхождение названия

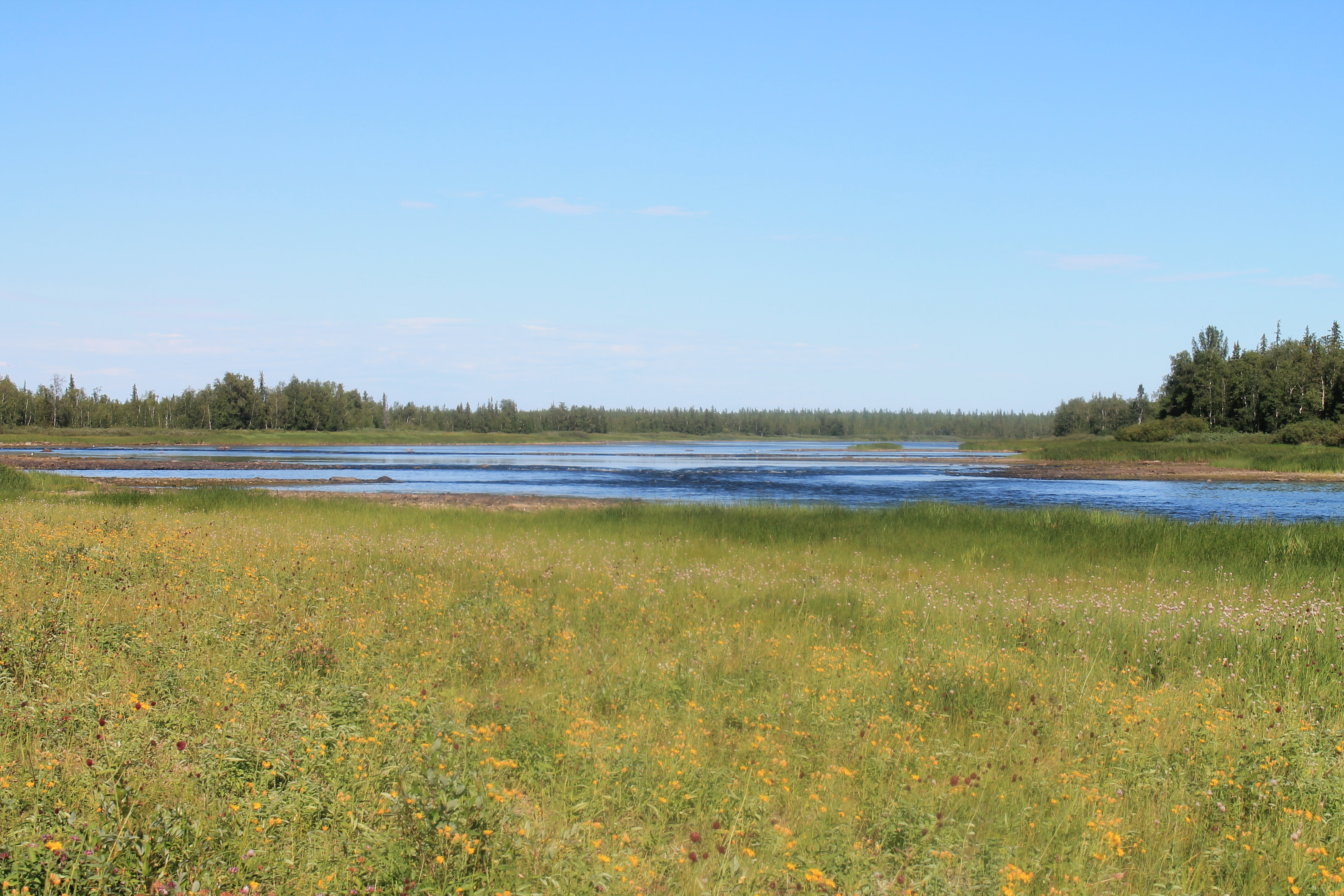
Варчатывис

Название «Варчатывис» двуязычный топоним ненецкого и зырянского языков. «Ворча» (зыр.) — сероватодымчатая масть, «то (ты)» (нен.) — озеро, «вис» (зыр.) — протока. Протока у озера [оленя] сероватодымчатой масти.
Также в ненецком языке «варцяда» — чистый, «то» — озеро, то есть чистое озеро.

## Описание

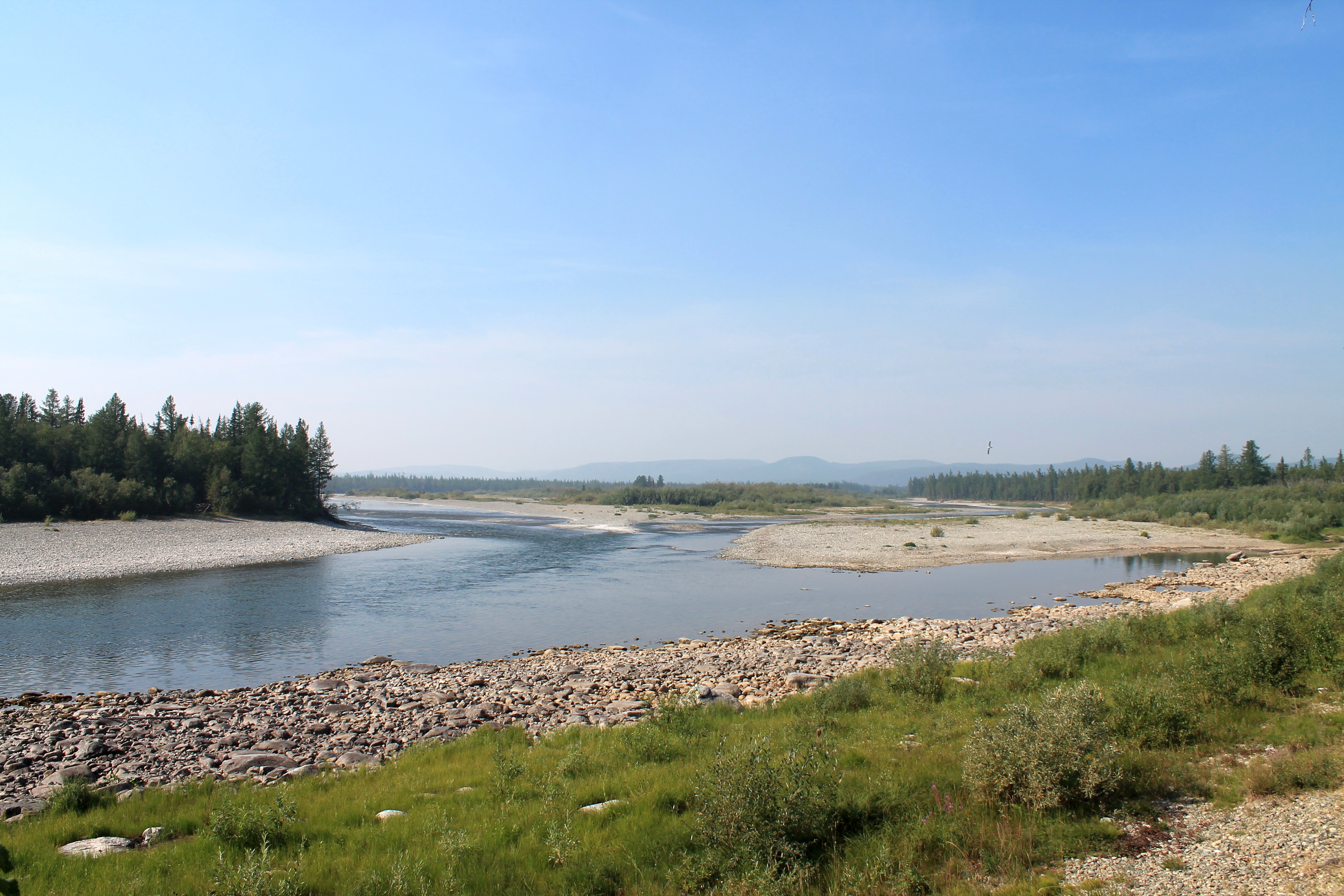
Разбитое русло Войкара перед впадением в него Варчатывиса (снято с территории турбазы)

Исток реки находится на южной стороне озера Варчато. Направление течения юго-западное. Устье находится в 80 км по левому берегу реки Войкар. Длина реки составляет 13 км, площадь водосборного бассейна 2980 км². Высота истока — 42,6 м над уровнем моря. Высота устья — 40 м над уровнем моря.
Перед впадением в Войкар на правом берегу Варчатывиса расположена турбаза.

## Данные водного реестра
По данным государственного водного реестра России относится к Нижнеобскому бассейновому округу, водохозяйственный участок реки — Обь от впадения реки Северная Сосьва до города Салехард, речной подбассейн реки — бассейны притоков Оби ниже впадения Северной Сосьвы. Речной бассейн реки — (Нижняя) Обь от впадения Иртыша.
Код объекта в государственном водном реестре — 15020300112115300031005.